# Лео Гамес
Сільвіо Рафаель Гамес (ісп. Silvio Rafael Gámez; 8 серпня 1963) — венесуельський професійний боксер, один з найкращих венесуельських боксерів, перший чемпіон світу в чотирьох найлегших вагових категоріях (за версією WBA (1988—1989) в мінімальній вазі, (1993—1995) в першій найлегшій вазі, (1999) в найлегшій вазі та (2000—2001) в другій найлегшій вазі).

## Професіональна кар'єра
Дебютував на профірингу 1985 року. Впродовж 1985—1987 років провів 16 переможних боїв.
10 січня 1988 року завоював вакантний титул чемпіона світу за версією WBA в мінімальній вазі, який захистив один раз.
29 квітня 1990 року вийшов на бій проти чемпіона світу за версією WBA в першій найлегшій вазі південнокорейця Ю Мьон У і програв розділеним рішенням. 10 листопада 1990 року зустрівся з Ю Мьон У в реванші і знов програв одностайним рішенням суддів.
5 жовтня 1991 року вийшов на бій проти чемпіона світу за версією WBA в найлегшій вазі південнокорейця Кім Йон Кан і програв одностайним рішенням.
21 жовтня 1993 року завоював вакантний титул чемпіона світу за версією WBA в першій найлегшій вазі. Провівши три вдалих захисти титулу, 4 лютого 1995 року поступився одностайним рішенням південнокорейцю Чхве Хі Йон.
24 березня 1996 року вийшов на бій проти чемпіона світу за версією WBA в найлегшій вазі Сомчай Чертчай (Таїланд) і програв розділеним рішенням.
13 березня 1999 року здобув перемогу нокаутом в третьому раунді над чемпіоном світу WBA в найлегшій вазі аргентинцем Уго Рафаель Сото. 29 травня 1999 року нокаутував у восьмому раунді Хосуе Камачо (Пуерто-Рико) і завоював титул «тимчасового» чемпіона WBA в другій найлегшій вазі. 3 вересня 1999 року програв нокаутом Сорнпичай Кратингдаенггиму (Таїланд) і втратив титул чемпіона світу WBA в найлегшій вазі.
9 жовтня 2000 року вийшов на бій проти чемпіона світу WBA в другій найлегшій вазі Тодака Хідекі (Японія) і завдав тому поразки нокаутом в сьомому раунді, завоювавши титул чемпіона світу в четвертій ваговій категорії. В першому ж захисті 11 березня 2001 року зазнав поразки технічним нокаутом від японця Кобаясі Седзі.
До завершення виступів провів ще шість поєдинків, здобувши дві перемоги і зазнавши чотирьох поразок, зокрема від данця Йонні Бредаля в бою за титул WBA в легшій вазі, Тодака Хідекі в бою за титул «тимчасового» чемпіона WBA в легшій вазі, українця Володимира Сидоренко та тайця Пракорб Удомна в бою за титул «тимчасового» чемпіона WBA в легшій вазі.